# Van Buren megye (Michigan)
Van Buren megye az Amerikai Egyesült Államokban, azon belül Michigan államban található. Megyeszékhelye Paw Paw, legnagyobb városa South Haven. Lakosainak száma 75 587 fő (2020. április 1.). Van Buren megye Allegan, Berrien, Kalamazoo, Cass, Saint Joseph és Lake megyékkel határos.

## Népesség
A megye népességének változása:
| Lakosok száma | 76 157 | 75 964 | 75 327 | 75 455 | 75 077 | 75 587 |
|               | 2010   | 2011   | 2012   | 2013   | 2015   | 2020   |